# Kompleks objekata Režije duhana u Sinju
Kompleks objekata Režije duhana je skup gospodarskih zgrada u Sinju.

## Povijest
Kompleks režije duhana u Sinju sastoji se od upravne zgrade, dvaju skladišta i dvorišta. Građen je postupno, nakon 1891., pa do 1897.. Neorenesansna upravna zgrada pravokutnog je tlocrta, visine Po + Pr + 2 kata + potkrovlje, s pročeljima od pravilnih klesanaca i reljefne žbuke. Krov je višeslivan, pokriven utorenim crijepom. Pročelja su simetrična, glavni ulazi su u sredini uzdužnih pročelja. Skladišta su izduženog pravokutnog tlocrta, građena od pravilnih klesanaca, visine P+2 kata+potkrovlje. Krov je dvoslivni s pokrovom od utorenog crijepa. Pročelja su simetrična, ulazi su na uzdužnim dvorišnim pročeljima. Parcela je prema prometnici ograđena kamenim zidom, te željeznom ogradom s vratima.

## Zaštita
Pod oznakom Z-5704 zavedena je kao nepokretno kulturno dobro - kulturno-povijesna cjelina, pravna statusa zaštićena kulturnog dobra, klasificirano kao "kulturno-povijesna cjelina".